# Мальчик и лягушонок
«Мальчик и лягушонок» — советский рисованный мультипликационный фильм 1989 года по мотивам рассказа Николая Сладкова, который снял режиссёр Виктор Дудкин.

## Сюжет
По рассказу Николая Сладкова. Представляет собой трагикомическую историю Лягушонка, извлечённого из болота сердобольным мальчиком и едва им не загубленного. Фильм говорит о необходимости осторожного, бережного вторжения человека в мир природы.

## Создатели
- автор сценария — А. Свиридова
- кинорежиссёр — Виктор Дудкин
- художник-постановщик — Леонид Пожидаев
- кинооператор — Людмила Крутовская
- звукооператор — Борис Фильчиков
- художники-мультипликаторы: Владимир Шевченко, Наталия Богомолова
- роль мальчика озвучивала — Татьяна Шатилова
- художники — Елена Гололобова, А. Лазимов,
- К. Стасевич, Татьяна Колосова, Анна Атаманова
- ассистент режиссёра — Н. Озёрская
- монтажёр — Галина Смирнова
- редактор — Наталья Абрамова
- директор съёмочной группы — Нина Сучкова

## Видеоиздания
В 2000 году компания «СОЮЗ Видео» выпустила сборник мультфильмов на VHS под названием «Самые любимые мультики. Выпуск 20». Мультфильмы на кассете: «Пони бегает по кругу», «Слонёнок пошёл учиться», «Слонёнок-турист», «Слонёнок заболел», «Мальчик и лягушонок», «На задней парте (выпуски 1, 2, 3 и 4)», «Кот и Ко», «Перфил и Фома», «Крепыш».
В 2005 году компания «СОЮЗ Видео» выпустила сборник мультфильмов на DVD под названием «Здравствуй, лето!». Мультфильмы на диске: «Дед Мороз и лето», «Паровозик из Ромашкова», «Мальчик и лягушонок», «Комаров», «Увеличительное стекло», «Богатырская каша», «Как будто». На VHS-версии этого сборника мультфильмов вместо мультфильма «Паровозик из Ромашкова» присутствует мультфильм «Каникулы Бонифация».